# Herning (municipio)
El municipio de Herning es un municipio (kommune) de Dinamarca dentro de la región de Jutlandia Central. Fue creado el 1 de enero de 2007 con la fusión de los antiguos municipios de Aulum-Haderup, Herning, Trehøje y Aaskov. Su territorio es de 1.325,5 km² y su población de 86.348 habitantes en 2012. Su capital es la ciudad de Herning, que es también la localidad más poblada.
El municipio se creó con la reforma territorial de 2007, integrando en su territorio a los antiguos municipios de Egvad, Ringkøbing, Skjern, Videbæk y Holmsland. En el antiguo municipio de Ikast hubo protestas de ciudadanos que querían integrarse a este nuevo municipio, pero una comisión de arbitraje rechazó esa posibilidad.

## Localidades
| Localidades más pobladas de Herning |                |                  |
| Nº                                  | Localidad      | Población (2012) |
| 1                                   | Herning        | 46.873           |
| 2                                   | Sunds          | 4.048            |
| 3                                   | Vildbjerg      | 3.915            |
| 4                                   | Aulum          | 3.153            |
| 5                                   | Kibæk          | 2.664            |
| 6                                   | Gullestrup     | 1.890            |
| 7                                   | Sønder Felding | 1.518            |
| 8                                   | Sørvad         | 1.095            |
| 9                                   | Ilskov         | 788              |
| 10                                  | Skibbild       | 729              |